# Молба
 Тази статия е за документа.  За грузинския филм вижте Молба (филм).  
Заявлението или молбата е писмен документ, който се употребява за административни цели. Използва се, когато се обръщаме с някакво искане към ръководителя на определена институция, предприятие, учебно заведение и т.н., когато заявяваме на по-висшестоящ от нас, по повод изпълнение на служебните му функции и компетенции, свое намерение или искане, като ги излагаме в документа и молим за разрешение, настъпване на факт или резултат. Ако ръководителят не открива причини това действие да не се осъществи, той поставя писмена резолюция, която може да бъде: „Да“, „Разрешавам“, „Не възразявам“, „Одобрявам“ или други, поставя дата на резолюцията и се подписва, което довежда до започване на съответната искана процедура.

## Структура и реквизити
Заявлението (молбата) съдържа следните задължителни части:
- наименование на институцията, длъжността, адреса на получателя (адресата), които се изписват в горния десен ъгъл на листа; най-отгоре, над тях „До“;
- наименование на документа – „Заявление“ или „Молба“, което се изписва централно, в средата на листа, с по-едър шрифт;
- „от...“ имена и лични данни на молителя/заявителя; данни за обратна връзка, които се подреждат непосредствено под наименованието на документа;
- обръщение, което се изписва вляво на листа, под личните данни, с двоен отстъп навътре („два пръста навътре“), завършващо със запетая „,“ ;
- изложение на искането, молбата;
- населено място и дата, изписани отдолу вляво;
- завършваща форма на учтивост, която се записва условно централно на документа, например, „С уважение:“;
- подпис (документът завършва с него).

## Формални молби (заявления)
Някои молби са формални – липсата на някой реквизит или точно изписано искане, води до възпиране на целения резултат или прекратяване на процедурата.

## Искова молба
Съдебните дела в гражданския съдебен процес, започват с молба, наричана „искова молба“, според инстанцията. „Съдебните производства започват по молба на заинтересованото лице или по искане на прокурора в определените от закон случаи“.

## Молба до нотариус
Нотариалните процедури започват с устна или писмена молба до нотариуса. Когато се цели издаване на нотариален акт, процедурата започва с писмена молба от молителите.